# Zaquitoc
Zaquitoc (izg. sakitok).- u doslovnom prijevodu  'bijeli nož'  (blanc silex; cuchillo blanco), kremeni nož koji je u vrijeme civilizacije gvatemalskih Quiché Indijanaca služio žrtvovanju ljudi, koje se vršilo otvaranjem prsiju i vađenjem srca, koji su se nudili bogovima.
Sakitok je imao oštar i tvrd vrh, pa je služio i kao oštrica koplja i kao sječivo u svakodnevnoj upotrijebi Quiché i Maya Indijanaca.